# Буде ласкавий дощ (вірш)
«Бу́де ласка́вий дощ» або «Дощі́ випада́ють» (англ. There Will Come Soft Rains) — короткий дванадцятистроковий вірш американської ліричної поетеси Сари Тісдейл, написаний в 1920 році.
Входить до збірки віршів «Flame and Shadow» («Полум'я і Тінь», розділ VIII, вірш 1).

## Переклади
| Оригінал англійською мовою | У книзі вибраного Сари Тісдейл | У журналі «Всесвіт» (Юлія Якимчук) | В оповіданні Рея Бредбері «Дощі випадають» (Олександр Терех) | У збірці Марії Мицьо «Полиновий ліс» (Юрій Яремко) |
| --- | --- | --- | --- | --- |
| There will come soft rains and the smell of the ground, And swallows circling with their shimmering sound; And frogs in the pool singing at night, And wild plum trees in tremulous white; Robins will wear their feathery fire, Whistling their whims on a low fence-wire; And not one will know of the war, not one Will care at last when it is done. Not one would mind, neither bird nor tree, If mankind perished utterly; And Spring herself when she woke at dawn Would scarcely know that we were gone. | Будуть солодкими зливи, буде запах полів, І політ з гордим свистом безтурботних стрижів; І жаби в ставку будуть славити нічліг, І дерева в квіти поринуть, як в сніг; Свій малинівка червоний одягне убір, Заспіває, спустившись на низький паркан; І ніхто, жоден, знати не буде про те, Що сталася війна, і що було потім. Не помітять дерева і птахи навколо, Якщо стане золою людство раптово, весна, вставши під ранок на горло зими, Навряд чи зможе зрозуміти, що зникли всі ми. | Там ласкаві випадуть дощі І пахощами сповниться земля. І ластівки кружлятимуть тоді, Іскристим співом полонять поля. Жабки в ставках співатимуть вночі, Й дерева сливи в білому вбранні. Малинівки одягнуть полум'я своє Й примхливим співом звеселять усе. Ніхто не знатиме, що була війна, Що світ людей руйнують протиріччя. Не знатимуть птахи, дерева і земля – А ми мовчатимем, мабуть, довічно. На сході сонця як прокинеться Весна, Побачить враз – ми зникли, нас нема. | Дощі випадають, над гладдю ріки Зі співом кружляють прудкі ластівки, Вільшанки за тином в пістрявім вбранні Висвистують примхи свої голосні, Десь кумкають жаби, забувши про сон, Сплять сливи, узяті у білий полон, Не думає все це про згубу війни, Про долю людей, що загинуть вони. І все це живе і нічого не зна... І тільки у синім серпанку весна, З'явившися вранці на зміну зими, Дізнається, може, що зникли всі ми. | Хлинуть теплі дощі, запарує земля. Рій стрімких ластівок в небесах закружля. І закумкають жаби у тиші нічній. Дика слива зодягне вельон весняний. І малинівка-птах у барвистому пір’ї заспіва-засвистить на порожнім подвір’ї. І війна – сірий привид далеких руїн – не зляка, не стривожить невинних створінь. І ніхто не заплаче: ні пташка, ні квітка, коли людство загине, замовкне навіки. Тільки панна Весна в світанковім серпанку зауважить: ніхто не стрічає на ґанку. |

Також існують у різних варіантах аматорські та неофіційні переклади вірша.
Наприклад, такий:
```
Прийде лагідний дощ, теплий дух від землі,
І ширятимуть ластівки неба на тлі;
У ставку жабин хор буде славити світ,
З диких слив облітатиме ніжний їх цвіт;
І зорянки, вдягнувши пухнастий вогонь,
Нотоносець посядуть дротів осторонь.

І не знатиме жоден війни - панни Зла,
Що була тут колись, та в минуле пішла -
Ні дерева, ні звір, ані птах... ніхто з них -
Якщо людство щезло з теренів земних.

І Весна, що повстане ізнову від сна,
Пригадає навряд чи, що нас вже нема... (Вадим Ткач, Харків)
```

чи такий: 
Ласкаві будуть зливи,
буде запах полів,
І політ з гордим свистом безтурботних стрижів;
І рулади жаб у тинистих ставах,
І цвітіння слив у дівоких садах;
І малиновка, вдягнувши червоний сатин,
Заспіває, опустившись на низький тин;
І ніхто, жоден, знати не буде про те,
Що вже була війна, і що з людством тим.
Ніхто не був проти, ні дерева, ні птахи,
Якби ми загинули назавжди;
І весна, що прийде на заміну зими,
Не зверне уваги, що зникли ми... (Ігор Францишин, Буча)
Також існує поширена, але невірна думка, ніби вірш належить перу самого Рея Бредбері.

## У культурі
- За мотивами вірша Сари Тісдейл була написана глава з тією ж назвою в постапокаліптичному жанрі в збірнику «Марсіанські хроніки». У розділі вірш цитується повністю автоматичною системою догляду за будинком, яка вибрала його навмання зі свого архіву, так як місіс Маклеллан не відповіла, бо її вже не було в живих після ядерної війни[7].
- В однойменному мультфільмі за мотивами оповідання Рея Бредбері, знятому на студії Узбекфільм в 1984 році, скорочений варіант вірша (в перекладі Жданова) цитується голосом за кадром в наприкінці, поки йдуть титри.
- У постапокаліптичній відеогрі Fallout 3, в одній з локацій можна знайти покинутий будинок з роботом, який все ще вірно служить своїм давно загиблим господарям. За допомогою комп'ютерного терміналу, що знаходиться в підсобному приміщенні, роботу можна давати різні вказівки. Якщо його попросити почитати вірші дітям, робот прочитає «Буде ласкавий дощ» двом скелетам в ліжку[8].
- Існують пісні з цього вірша російською мовою. Один варіант склала А. Кудрявцева, він звучить у виконанні Олени Камбурової (альбом «Краплі Данського Короля»)[9]. Інший варіант належить казанському композитору і автору-виконавцю Сергію Бальцеру[10].
- Одне з маловідомих виконань пісні належить Василю Розумному - інженеру ЧАЕС, акторові і композитору. Її можна почути у документальному фільмі «Прип'ять. Поріг» 1988 на 37-й хвилині.
- За мотивами вірша написана симфонія Єфрема Підгайці «Буде ласкавий дощ». У фіналі симфонії звучить вірш у виконанні співачки.
- Також є і записаний на студії «МЕЛОДІЯ» пісенний варіант Олександра Градського.
- Перший рядок вірша послужив основою для однойменної пісні Віри Матвєєвої, однак зміст пісні не пов'язано з віршем.